# Лазарус Лонг
Лазарус Лонг — головний герой творів Роберта Енсона Гайнлайна:
- Діти Мафусаїла (1941, 1958)
- Достатньо часу для кохання (1973)
- Число звіра (1980)
- Кіт, що проходив крізь стіни (1985)
- Відплисти за захід сонця (1987)

Довгожитель з третього покоління сімей Говарда.
Ім'я при народженні — Вудро Вільсон Сміт, народився в 1912 році. Прожив на момент дії останнього роману понад 2000 років.
Найстарший з живих людей.